# Insignorthezia hambletoni
Insignorthezia hambletoni är en insektsart som först beskrevs av Morrison 1952.  Insignorthezia hambletoni ingår i släktet Insignorthezia och familjen vaxsköldlöss.
Artens utbredningsområde är Guatemala. Inga underarter finns listade i Catalogue of Life.